# هانك كريسب
هانك كريسب (بالإنجليزية: Hank Crisp)‏ هو مدرب كرة سلة أمريكي، ولد في 10 ديسمبر 1896 في Crisp, North Carolina ‏ في الولايات المتحدة، وتوفي في 23 يناير 1970 في برمنغهام في الولايات المتحدة.